# Йоана Захариева
Йоана Захариева Захариева, по-известна като Йоана, а по-късно и като Yoko Zaharieff, е българска поп певица и актриса.

## Биография
Родена е през 1977 година. Завършва Пловдивския университет. От 1998 до 2003 г. е актриса в Музикалния театър „Стефан Македонски“. Участва в постановките „Кабаре – г-жа Кост“ и „Йосиф и неговата фантастична дреха“, както и изпълнява главната женска роля в мюзикъла „Ще те накарам да се влюбиш“. През 1999 г. печели втора награда за оперетата и мюзикъл „Мими Балканска“. Година по-късно започва кариерата си на певица. Най-големите ѝ хитове стават „Не си...“, „Игра“ и „Hypersonic“. Тя получава награди на ММ и БГ Радио за най-добра певица. През 2002 г. Старс рекърдс издава единствения ѝ албум – „Дилър 001“. От 2010 г. е продуцент, сценарист и главен редактор на кабаретния спектакъл „Hot Heels“ в България. През 2013 г. участва във ВИП Брадър, а през 2015 г. в друго риалити предаване – Биг Брадър All Stars. От 2016 г. има частен хотелиерски бизнес.

## Дискография
Йоана Захариева има издаден един албум:
- Дилър 001 (2002)

## Видеоклипове
| Видеоклип  | Премиера | Албум     |
| ---------- | -------- | --------- |
| Hypersonic | 2001     | Дилър 001 |
| Игра       | 2002     | Дилър 001 |
| Без теб    | 2002     | –         |
| Не си      | 2002     | Дилър 001 |
| Бели криле | 2003     | Дилър 001 |
| Тази сила  | 2013     | –         |